# 賈世祥
賈世祥（1493年—？），字國興，山西太原府代州人，軍籍，明朝政治人物。

## 生平
正德十四年（1519年）己卯科山西鄉試第二名舉人。正德十六年（1521年）中式辛巳科會試第一百五十四名，登第三甲第六十九名進士。嘉靖二年（1523年）任河南滑縣知縣，嘉靖七年（1528年）七月选授试御史理刑，八年实授南京監察御史，十二年六月南京科道互纠去職。後官至江西按察司佥事。

## 家族
曾祖賈公諒；祖父賈允中；父賈瓚，母王氏。具慶下。弟世瑞。